# Crocetta del Montello
Crocetta del Montello é uma comuna italiana da região do Vêneto, província de Treviso, com cerca de 5.714 habitantes. Estende-se por uma área de 26 km², tendo uma densidade populacional de 220 hab/km². Faz fronteira com Cornuda, Montebelluna, Moriago della Battaglia, Pederobba, Vidor, Volpago del Montello.

## Demografia
| Variação demográfica do município entre 1861 e 2011                               |
|                                                                                   |
| Fonte: Istituto Nazionale di Statistica (ISTAT) - Elaboração gráfica da Wikipedia |